# Barbara Grocholska
Barbara Zofia Grocholska, po mężu Kurkowiak (ur. 24 sierpnia 1927 w Falentach) – polska narciarka, olimpijka z Oslo 1952 i Cortina d’Ampezzo 1956, trenerka, poetka, kapitan Wojska Polskiego.

## Życiorys
Do wojny mieszkała w podwarszawskich Falentach. W 1942 zdała w Warszawie w ramach tajnych kompletów małą maturę. W wieku 17 lat brała udział w powstaniu warszawskim jako sanitariuszka w 1. Pułku Szwoleżerów. Posługiwała się pseudonimem „Kuczerawa”. Głównie przebywała na Czerniakowie i Mokotowie. Po wojnie, ze względu na stan zdrowia, przeniosła się w góry do Zakopanego, gdzie w wieku 18 lat zaczęła jeździć na nartach. Ukończyła Liceum Gospodarstwa Domowego w Kuźnicach w 1947 i rozpoczęła pracę w schronisku na Kasprowym Wierchu jako kelnerka. Uprawianie sportu utrudniała jej astma i liczne kontuzje. Występowała w barwach klubów: SNPTT Zakopane (w latach 1946–1950), WSK Legia Zakopane (1951–1961), WKN Warszawa (1962–1965), Start Zakopane (1966–1968). Jej trenerami byli Jan Lipowski, Stefan Dziedzic i Tomasz Gluziński.
Była wielokrotną mistrzynią Polski w:
- biegu zjazdowym – 1951, 1955, 1956, 1957, 1959, 1961, 1963, 1965
- slalomie gigancie – 1956–1958, 1960, 1963
- slalomie specjalnym – 1953, 1958, 1960–1963
- kombinacji alpejskiej – 1951, 1956, 1961, 1963, 1965

oraz wicemistrzynią w zjeździe (1950, 1953), slalomie (1956–1957) i kombinacji (1958, 1974).
Zdobywczyni medali na Akademickich mistrzostwach świata: złotego (1951) w zjeździe, srebrnego (1951) w slalomie specjalnym oraz brązowego (1953) w slalomie gigancie. Uczestniczyła w mistrzostwach świata w 1958, zajmując 17. miejsce w slalomie specjalnym.
Startowała w igrzyskach olimpijskich w 1952 i 1956. W 1952 wystartowała w trzech konkurencjach alpejskich: zjeździe zajmując 13. miejsce, slalomie gigancie, którego nie ukończyła oraz w slalomie specjalnym, w którym zajęła 14. miejsce. W 1956 wystartowała tylko w zjeździe (zajmując 17. miejsce) oraz w slalomie g`igancie (30. miejsce).
Po zakończeniu kariery zawodniczej w 1968 poświęciła się pracy trenerskiej głównie z młodzieżą szkół podstawowych. Była absolwentką studiów trenerskich w krakowskiej Wyższej Szkole Wychowania Fizycznego.
W 2023 „za wybitne zasługi w działalności na rzecz rozwoju i upowszechniania sportu, za zasługi dla niepodległości Rzeczypospolitej Polskiej” została odznaczona Krzyżem Oficerskim Orderu Odrodzenia Polski.

## Życie prywatne
Rodzice – Adam Remigiusz i Barbara z domu Czetwertyńska. Miała siedmiu braci i dwie siostry. Mąż Robert Kurkowiak zjazdowiec, z zawodu architekt, zawodnik WKS Legia. Urodziła cztery córki – Barbarę (ur. 1957), Elżbietę (ur. 1958 – narciarkę-alpejkę), Annę (ur. 1967) i Marię (ur. 1969). Mieszkanka Zakopanego.

## Twórczość literacka
- Slalom gigant, 1965
- Pod otwartym niebem, Warszawa 1999
- Zawisnąć w locie, Warszawa 2006